# Finn Ferner
Pour les articles homonymes, voir Ferner.
Finn Ferner (né le 10 mars 1920 à Oslo et mort le 11 mars 2001 à Nesøya) est un skipper norvégien. Il participe aux Jeux olympiques d'été de 1952 en participant à l'épreuve du 6 mètres et remporte la médaille d'argent de la compétition. Il meurt à l'âge de 81 ans. En 1960, il participe également aux Jeux olympiques mais termine à la septième place.

## Palmarès

### Jeux olympiques
- Jeux olympiques de 1952 à Helsinki,  Finlande
  -  Médaille d'argent.